# Кайтак
Летище Кайтак (на английски: Kai Tak Airport; на кантонски: 啓德機場) е международното летище на Хонконг от 1925 до 1998 г. Официално известно като Международно летище Хонконг от 1954 до 1998 г., днес то се нарича просто Кайтак, за да се разграничава от наследника си – Международно летище Чеклапкок, разположено на 30 km западно.
Поради географията на района около летището (планини на североизток от пистата), приземяването на самолетите на него представлява технически сложна задача за пилотите, тъй като инструментите на борда не могат да го извършат автоматично. Летището е дом на националния превозвач на Хонконг Cathay Pacific.

## История
През 1912 г. двама бизнесмени, Хо Кай и Ау Так, откупуват земя в Коулун, в която да инвестират. Бизнес начинанието им, обаче, се проваля и правителството на Хонконг присвоява земята, заделяйки я за създаването на летище.
През 1934 г. Хари Абот отваря школа за летци на това място. С течение на времето, тревната писта започва да се използва от Кралските ВВС и няколко аероклуба. През 1928 г. е изграден бетонен хелинг за хидроплани. Първата контролна кула и хангар са построени през 1935 г.
През 1941 г. Хонконг е окупиран от Япония. Японската армия разширява летището на следващата година, използвайки затворнически труд и построява две бетонни писти – 13/31 и 07/25. По това време е разрушена историческата стена на оградения град Коулун, както и 45-метровата мемориална скала Сунуонтой в чест на последния император от династията Сун, с цел набавяне на материали за строителството на летището.
След края на Втората световна война, от септември 1945 г. до август 1946 г. летището служи като база на Кралските ВМС. През 1954 г. е съставен план за модернизиране на летището. Към 1957 г. писта 13/31 вече е удължена до 1664 m, докато писта 7/25 остава с дължина 1450 m. Новата писта NW/SE е построена през 1958 г. с дължина 2550 метра, разпростирайки се навътре в залива Коулун. Пътническият терминал е завършен през 1962 г. В средата на 1970-те години пистата е удължена за последно до 3390 метра. През 1974 г. е инсталирана ILS, която да подпомага кацането на самолетите и позволява използването на летището при лоши метеорологични условия.
Разрастването на Хонконг бързо запълва капацитета на летището. То се използва, а впоследствие дори надхвърля капацитета си по проект. То трябва да се справя с 24 милиона пътници на година, но през 1996 г. на Кайтак са обслужени 29,5 милиона пътници плюс 1,56 милиона тона товари, което го прави третото най-натоварено летище в света по брой международни пътници и най-натовареното по количество международни товари. Освен това то ограничава максималната височина, до която могат да се строят сградите в съседен Коулун. То първоначално е построено далеч от жилищните райони, но разрастването както на жилищните райони, така и на летището, води до това че летището се оказва в непосредствена близост до домовете на някои хора. Освен че налага ограничение на височината на сградите, това води и до сериозно шумово замърсяване. От друга страна, вечерният час, наложен на летището от 23:30 до 6:30 часа, възпрепятства полетите му.
Така, през 1980-те години правителството на Хонконг започва да проучва възможни алтернативни местоположения за ново летище на Хонконг, което да замени Кайтак. През 1989 г. е решено новото летище да се построи на остров Чеклапкок близо до остров Лантау. То се намира далеч от жилищните райони на Хонконг, което намалява риска от силно смъртоносна катастрофа и намалява шумовото замърсяване на града.
Новото летище официално отваря врати на 6 юли 1998 г., заменяйки функциите на Кайтак. Всички важни превозни средства са преместени наведнъж на Чеклапкок на сутринта, ескортирани от полицията. В 1:28 часа сутринта на 6 юли, с излитането на първия полет за Чеклапкок, Кайтак официално спира работа като летище. Последният пристигнал самолет на летището е Airbus A320-200 на Dragonair от Чунцин в 23:38 часа, а последният излетял е Boeing 747 – 400 на Cathay Pacific за Хийтроу, Лондон, в 0:02 часа.
След малка церемония по затварянето на летището, летищните кодове ICAO и IATA са прехвърлени на летище Чеклапкок. Новото международно летище, обаче, се сблъсква с многобройни проблеми през първите си месеци на експлоатация, които утежняват работата му изключително много. В резултат на това, правителството на Хонконг решава временно да възобнови работата на товарния терминал на Кайтак, за да се облекчи Чеклапкок.
По-късно, пътническият терминал на Кайтак приютява офиси, автокъщи, писта за картинг, зала за снукър, зала за боулинг, голф игрище и други. След няколко години, обаче, пътническият терминал и хангарите са разрушени. Много авиационни ентусиасти не приемат добре разрушаването на летището, поради уникалния му заход на писта 13. Тъй като новото международно летище на Хонконг не приема частни полети, някои ентусиасти лобират за поддържането на 1 километър писта на Кайтак, но предложението им е отхвърлено, тъй като правителството възнамерява да превърне пистата на бившето летище в корабен пътнически терминал.

## Галерия
- Летището през 1971 г., три години преди да започне поредното му разширяване.
- Самолети на летището през 1989 г.
- Кацащ самолет на Кайтак през 1995 г.
- Самолет прелита на Коулун при приземяване на летището, 1998 г.
- Кайтак, неизвестна дата.
- Терминал на бившето летище.
- Преустройство на територията на бившето летище през 2017 г.